# Zonder titel (Vanessa Jane Phaff)

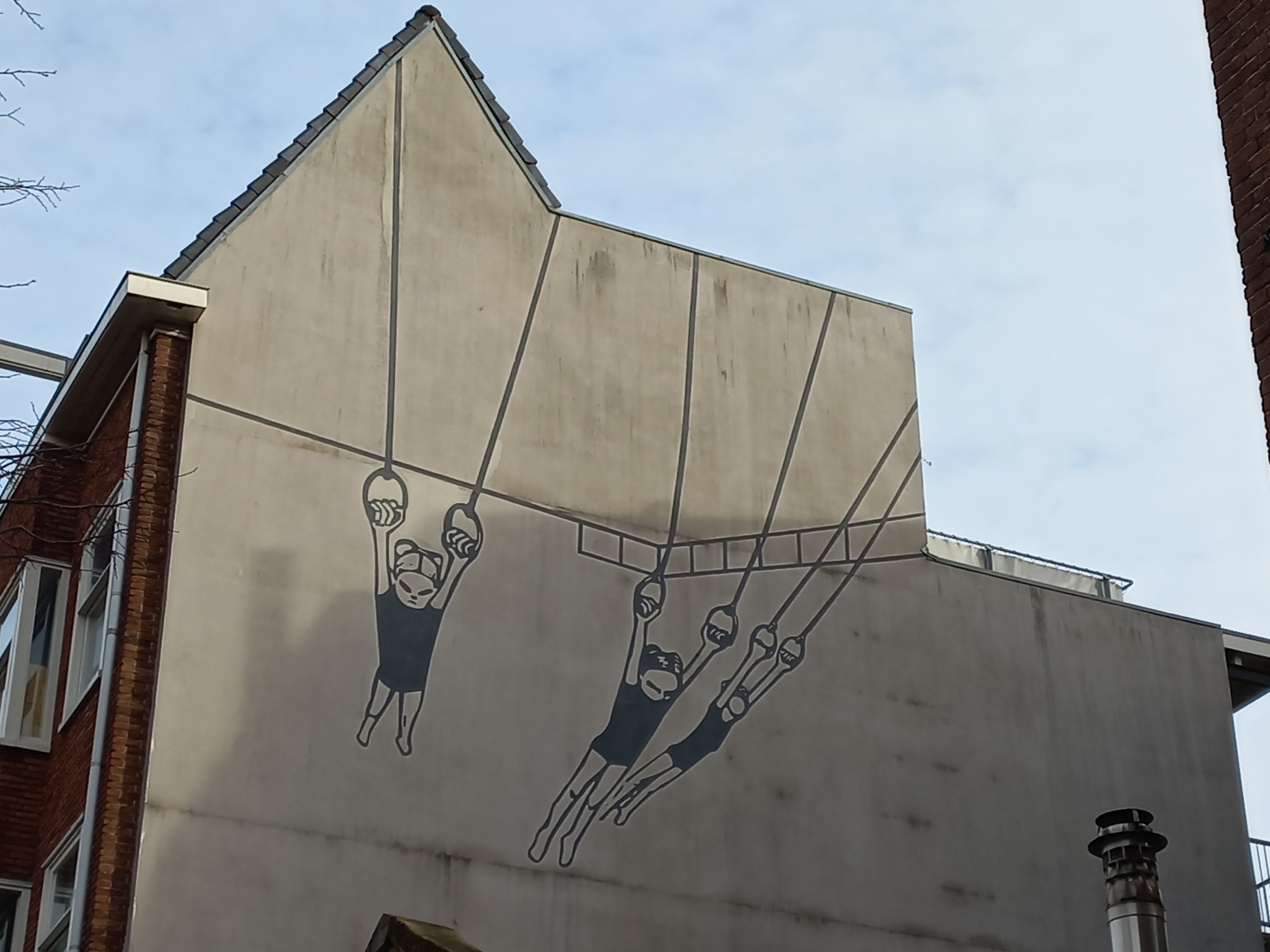
Titelloos werk van Phaff (februari 2024)

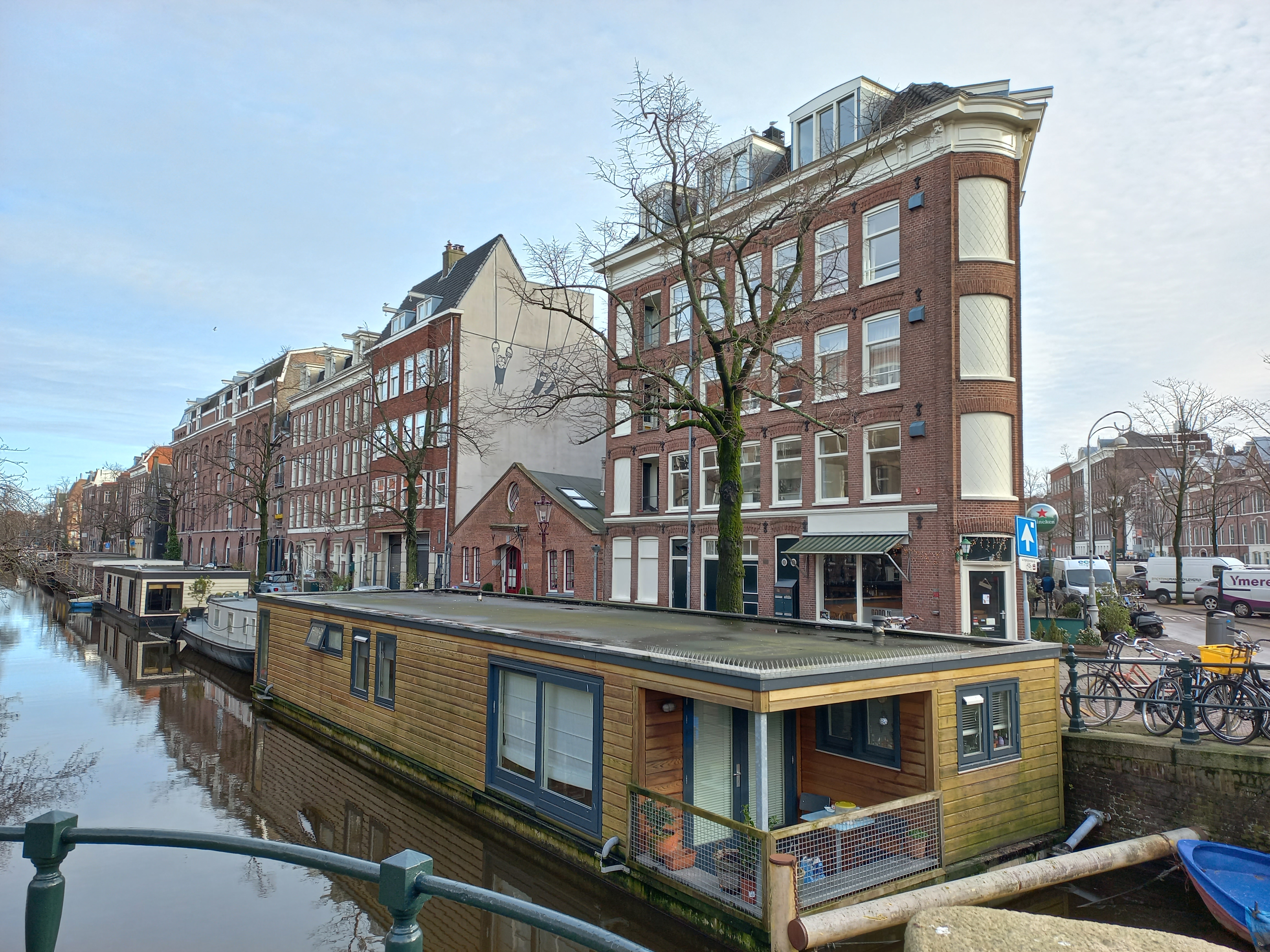
Lijnbaansgracht 59-60 in haar omgeving (februari 2024)

Op het gebouw Lijnbaansgracht 60 te Amsterdam bevindt zich een titelloze muurschildering naar Vanessa Jane Phaff.  Phaff is geboren in Tarleton, 1965 en opgeleid aan de Willem de Kooning Academie. 
Het gebouw Lijnbaansgracht 59-60 doorlopend tot Westerstraat 252-254 is relatieve nieuwbouw aan de westelijke grens van de Jordaan. Het gebouw stamt uit 1931 en is ontworpen door architect Justus Hendrik Scheerboom. Het heeft een bedrijfsverdieping, drie bovenverdiepingen en daarboven nog een zolderetage. Op nummer 61 staat een “gebouwtje” van slechts één bouwlaag met laag puntdak; het is een gemeentelijk monument (59-60 is dat niet). Huisnummer 60 heeft dus aan die kant een enorme blinde witte dan wel grijze gevel zonder enige tekening. In 2010 liet een bewoner of eigenaar bij het aanbrengen van een isolatielaag er een tekening van Phaff van opzetten. Zij is bekend vanwege haar kunst met dunne lijntjes en onvriendelijk ogende figuurtjes. Voor de muurschildering werd een titelloze linosnede uit 2004 gebruikt, een origineel is het bezit is van het Museum Boijmans Van Beuningen (in depot). Er hangen hier drie “krengetjes” in de ringen. Net als het origineel is de muurschildering uitgevoerd in zwart en wit.